# NLPR-70
Le NLPR-70 est un missile non guidé de 70 mm, conçu pour combattre des cibles de surface et au sol. Il dispose d’un système de propulsion avec carburant de fusée à deux étages. Il est produit sous licence par Mesko à Skarżysko-Kamienna en utilisant des éléments fabriqués par la société nordique Ammunitin Nammo.

## Spécifications
- Poids du projectile : 12,2 kg
- Longueur du projectile: 1362,5 mm
- Poids de l’ogive explosive : 5,9 kg
- Ogive RA 79 HEISAP MOD1 ou RA 79 HEISAP
- Fusée hautement explosive Nammo

## Versions en cours de développement
En coopération avec la société norvégienne Kongsberg, un programme de développement de la version à guidage laser de cette fusée est en cours. Cela fait partie de la compensation accompagnant le programme d’achat de missiles antinavires Naval Strike Missile pour l’escadron de missiles côtiers.